# Giro del Lazio
Il Giro del Lazio (nel 2013 e nel 2014 corso con il nome Roma Maxima) è stata una corsa in linea maschile di ciclismo su strada che si svolgeva nella regione del Lazio, in Italia, dal 1933 annualmente fino al 2014.

## Storia

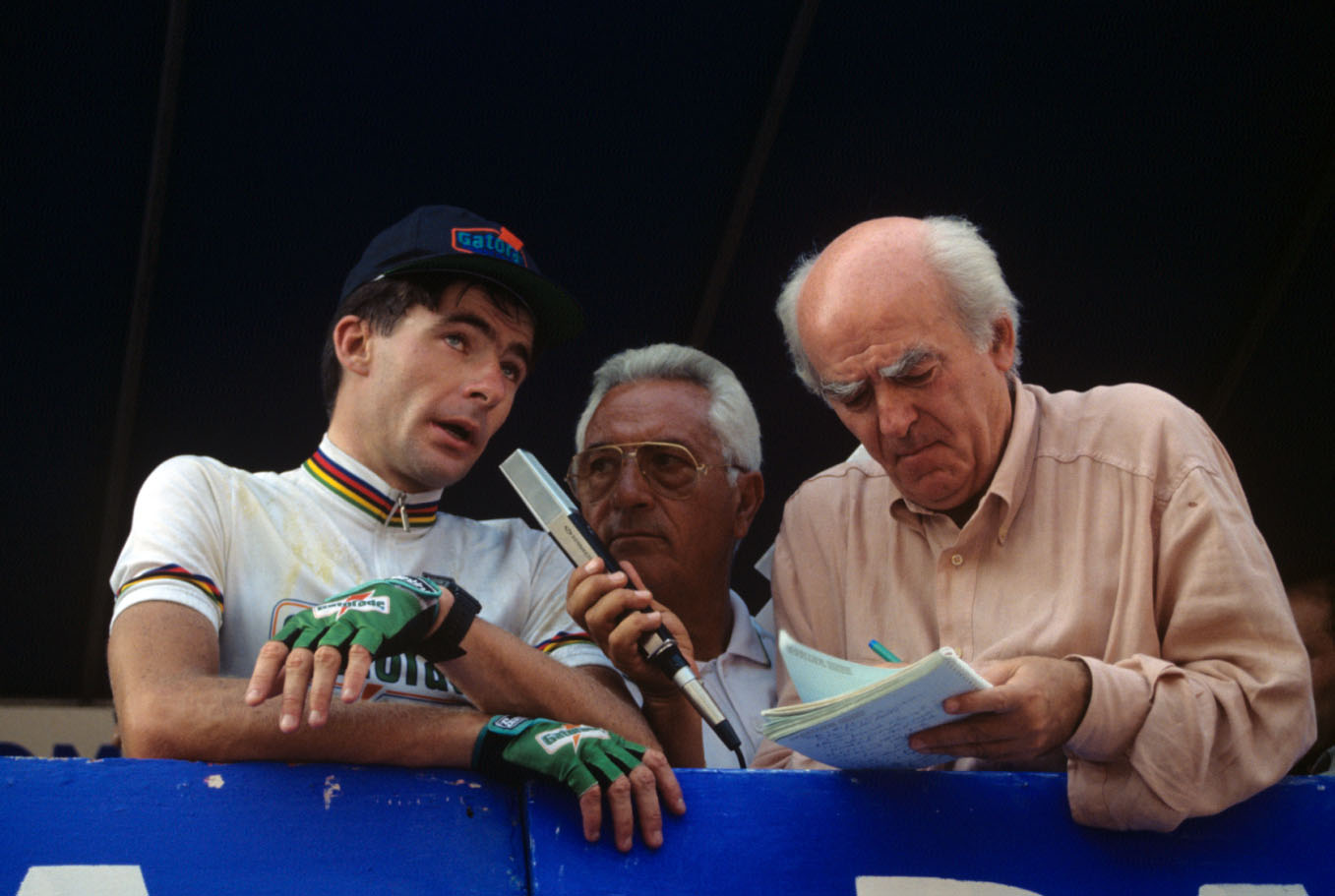
Gianni Bugno al termine del vittorioso Giro del Lazio 1992, intervistato da Adriano De Zan.

Le prime quattro edizioni del Giro del Lazio, dal 1933 al 1936, furono disputate a tappe, e furono aperte a ciclisti indipendenti e talora a professionisti o dilettanti. Nel 1937, 1941, 1959 e 1966 la gara fu valida come prova unica del Campionato italiano, con le vittorie rispettivamente di Gino Bartali, Adolfo Leoni, Diego Ronchini e Michele Dancelli.
Nel 1938 il Giro del Lazio non venne organizzato, e spesso è confuso con il G.P. Guzzi corso nello stesso anno a Roma. Nel biennio 1940-1941 la prova assunse la denominazione di Gran Premio Roma. Nel 1945, a guerra terminata, si corse il Giro delle Quattro Provincie vinto da Gino Bartali, indicato talora erroneamente presso fonti recenti come "Giro del Lazio". Nel 1949 vennero disputate due prove, una a tappe vinta da Virgilio Salimbeni e una in linea, chiamata anche Trofeo Corosport, vinta da Annibale Brasola. L'anno successivo il Giro non venne organizzato.
Nel 1957 venne disputato come cronometro individuale di 116 km, mentre nell'edizione seguente vennero disputate due prove, una in linea e una nella forma della cronometro a squadre. All'inizio del XXI secolo, dopo una pausa quadriennale dal 2009 al 2012, la corsa rinacque brevemente nel biennio 2013-2014 col nuovo nome di Roma Maxima, organizzata da RCS Sport e spostata come cadenza temporale da settembre al mese di marzo.

## Albo d'oro
Aggiornato all'edizione 2014.
| Anno    | Vincitore                | Secondo                  | Terzo                 |
| ------- | ------------------------ | ------------------------ | --------------------- |
| 1933    | Giovanni Valetti         | Andrea Minasso           | Guglielmo Segato      |
| 1934    | Renato Scorticati        | Aladino Mealli           | Ambrogio Morelli      |
| 1935    | Giuseppe Martano         | Michele Benente          | Mario Cipriani        |
| 1936    | Rinaldo Gerini           | Enrico Mollo             | Mario Vicini          |
| 1937    | Gino Bartali             | Cesare Del Cancia        | Olimpio Bizzi         |
| 1938    | non disputato            | non disputato            | non disputato         |
| 1939    | Mario Vicini             | Giordano Cottur          | Pietro Rimoldi        |
| 1940    | Gino Bartali             | Mario Ricci              | Fausto Coppi          |
| 1941    | Adolfo Leoni             | Aldo Bini                | Cino Cinelli          |
| 1942    | Osvaldo Bailo            | Olimpio Bizzi            | Piero Chiappini       |
| 1943    | Quirino Toccaceli        | Elio Bertocchi           | Piero Chiappini       |
| 1944    | non disputato            | non disputato            | non disputato         |
| 1945    | Zaurino Guidi            | Fausto Coppi             | Luciano Maggini       |
| 1946    | non disputato            | non disputato            | non disputato         |
| 1947    | Michele Motta            | Giulio Bresci            | Giordano Cottur       |
| 1948    | Pietro Giudici           | Ugo Tognarelli           | Luciano Cremonese     |
| 1949-1  | Virginio Salimbeni       | Ezio Cecchi              | Guido De Santi        |
| 1949-2  | Annibale Brasola         | Luciano Maggini          | Luigi Casola          |
| 1950    | non disputato            | non disputato            | non disputato         |
| 1951    | Fiorenzo Magni           | Rinaldo Moresco          | Giancarlo Astrua      |
| 1952    | Dante Rivola             | Arnaldo Faccioli         | Luciano Frosini       |
| 1953    | Giorgio Albani           | Michele Gismondi         | Vittorio Rossello     |
| 1954    | Angelo Conterno          | Arrigo Padovan           | Giancarlo Astrua      |
| 1955    | Loretto Petrucci         | Luciano Maggini          | Bruno Monti           |
| 1956    | Fiorenzo Magni           | Nino Defilippis          | Guido Boni            |
| 1957    | Ercole Baldini           | Alfredo Sabbadin         | Gastone Nencini       |
| 1958    | Nino Defilippis          | Sante Ranucci            | Diego Ronchini        |
| 1959    | Diego Ronchini           | Adriano Zamboni          | Angelo Conterno       |
| 1960    | Giuseppe Fallarini       | Vito Favero              | Nino Defilippis       |
| 1961    | Bruno Mealli             | Renzo Fontona            | Pierino Baffi         |
| 1962    | Nino Defilippis          | Diego Ronchini           | Guido Carlesi         |
| 1963    | Adriano Durante          | Walter Martin            | Silvano Ciampi        |
| 1964    | Bruno Mealli             | Marino Fontana           | Bruno Fantinato       |
| 1965    | Franco Bitossi           | Roberto Poggiali         | Franco Balmamion      |
| 1966    | Michele Dancelli         | Italo Zilioli            | Vito Taccone          |
| 1967    | Felice Gimondi           | Eraldo Bocci             | Ole Ritter            |
| 1968    | Giancarlo Polidori       | Franco Bodrero           | Adriano Durante       |
| 1969    | Flaviano Vicentini       | Aldo Moser               | Marino Basso          |
| 1970    | Michele Dancelli         | Italo Zilioli            | Tomas Pettersson      |
| 1971    | Franco Mori              | Ole Ritter               | Tomas Pettersson      |
| 1972    | Martin Van Den Bossche   | Marcello Bergamo         | Tomas Pettersson      |
| 1973    | Giovanni Battaglin       | Giancarlo Polidori       | Alessio Antonini      |
| 1974    | Roberto Poggiali         | Franco Bitossi           | Bruce Biddle          |
| 1975    | Roger De Vlaeminck       | Giancarlo Polidori       | Roberto Poggiali      |
| 1976    | Roger De Vlaeminck       | Franco Bitossi           | Eddy Merckx           |
| 1977    | Francesco Moser          | Felice Gimondi           | Giuseppe Saronni      |
| 1978    | Francesco Moser          | Bernt Johansson          | Roger De Vlaeminck    |
| 1979    | Silvano Contini          | Knut Knudsen             | Pierino Gavazzi       |
| 1980    | Bernt Johansson          | Gianbattista Baronchelli | Giuseppe Saronni      |
| 1981    | Gianbattista Baronchelli | Emanuele Bombini         | Jean-Marie Wampers    |
| 1982    | Dag-Erik Pedersen        | Serge Demierre           | Alessandro Paganessi  |
| 1983    | Silvano Contini          | Francesco Moser          | Ludo Peeters          |
| 1984    | Francesco Moser          | Giovanni Mantovani       | Marino Amadori        |
| 1985    | Bruno Leali              | Kim Andersen             | Alberto Volpi         |
| 1986    | Urs Zimmermann           | Gianni Bugno             | Davide Cassani        |
| 1987    | Roberto Pagnin           | Bruno Leali              | Pierino Gavazzi       |
| 1988    | Charly Mottet            | Tony Rominger            | Steve Bauer           |
| 1989    | Charly Mottet            | Maximilian Sciandri      | Rolf Sørensen         |
| 1990    | Maurizio Fondriest       | Gilles Delion            | Davide Cassani        |
| 1991    | Andrea Tafi              | Laurent Dufaux           | Davide Cassani        |
| 1992    | Gianni Bugno             | Maurizio Fondriest       | Volodymyr Pulnikov    |
| 1993    | Pascal Richard           | Giorgio Furlan           | Roberto Caruso        |
| 1994    | Maurizio Fondriest       | Maximilian Sciandri      | Angelo Lecchi         |
| 1995    | Pascal Richard           | Leonardo Piepoli         | Rolf Sørensen         |
| 1996    | Andrea Tafi              | Marco Fincato            | Andrea Ferrigato      |
| 1997    | Alessandro Baronti       | Luca Scinto              | Francesco Casagrande  |
| 1998    | Andrea Tafi              | Mirko Celestino          | Marco Fincato         |
| 1999    | Sergio Barbero           | Francesco Casagrande     | Dmitrij Konyšev       |
| 2000    | Maximilian Sciandri      | Sergio Barbero           | Mirko Celestino       |
| 2001    | Massimo Donati           | Gianni Faresin           | Dmitrij Konyšev       |
| 2002    | Paolo Bettini            | Davide Rebellin          | Cristian Gasperoni    |
| 2003    | Michele Bartoli          | Mirko Celestino          | Juan Antonio Flecha   |
| 2004    | Juan Antonio Flecha      | Gilberto Simoni          | Jan Ullrich           |
| 2005    | Filippo Pozzato          | Murilo Fischer           | Krzysztof Szczawinski |
| 2006    | Giuliano Figueras        | Damiano Cunego           | Emanuele Sella        |
| 2007    | Gabriele Bosisio         | Emanuele Sella           | Branislaŭ Samojlaŭ    |
| 2008    | Francesco Masciarelli    | Filippo Pozzato          | Danilo Di Luca        |
| 2009-12 | non disputato            | non disputato            | non disputato         |
| 2013    | Blel Kadri               | Filippo Pozzato          | Grega Bole            |
| 2014    | Alejandro Valverde       | Davide Appollonio        | Sonny Colbrelli       |